# Paraturbanella cuanensis
Paraturbanella cuanensis is een buikharige uit de familie Turbanellidae. Het dier komt uit het geslacht Paraturbanella. Paraturbanella cuanensis werd in 1976 voor het eerst wetenschappelijk beschreven door Maguire. 